# Stegelytra neveosparsus
Stegelytra neveosparsus är en insektsart som beskrevs av Ghauri 1972. Stegelytra neveosparsus ingår i släktet Stegelytra och familjen dvärgstritar. Inga underarter finns listade i Catalogue of Life.